# Otto von Estorff (Architekt)
Otto von Estorff (* 18. November 1896 in Berlin; † 15. März 1974 in Gelsenkirchen-Horst) war ein deutscher Architekt.

## Leben und Wirken

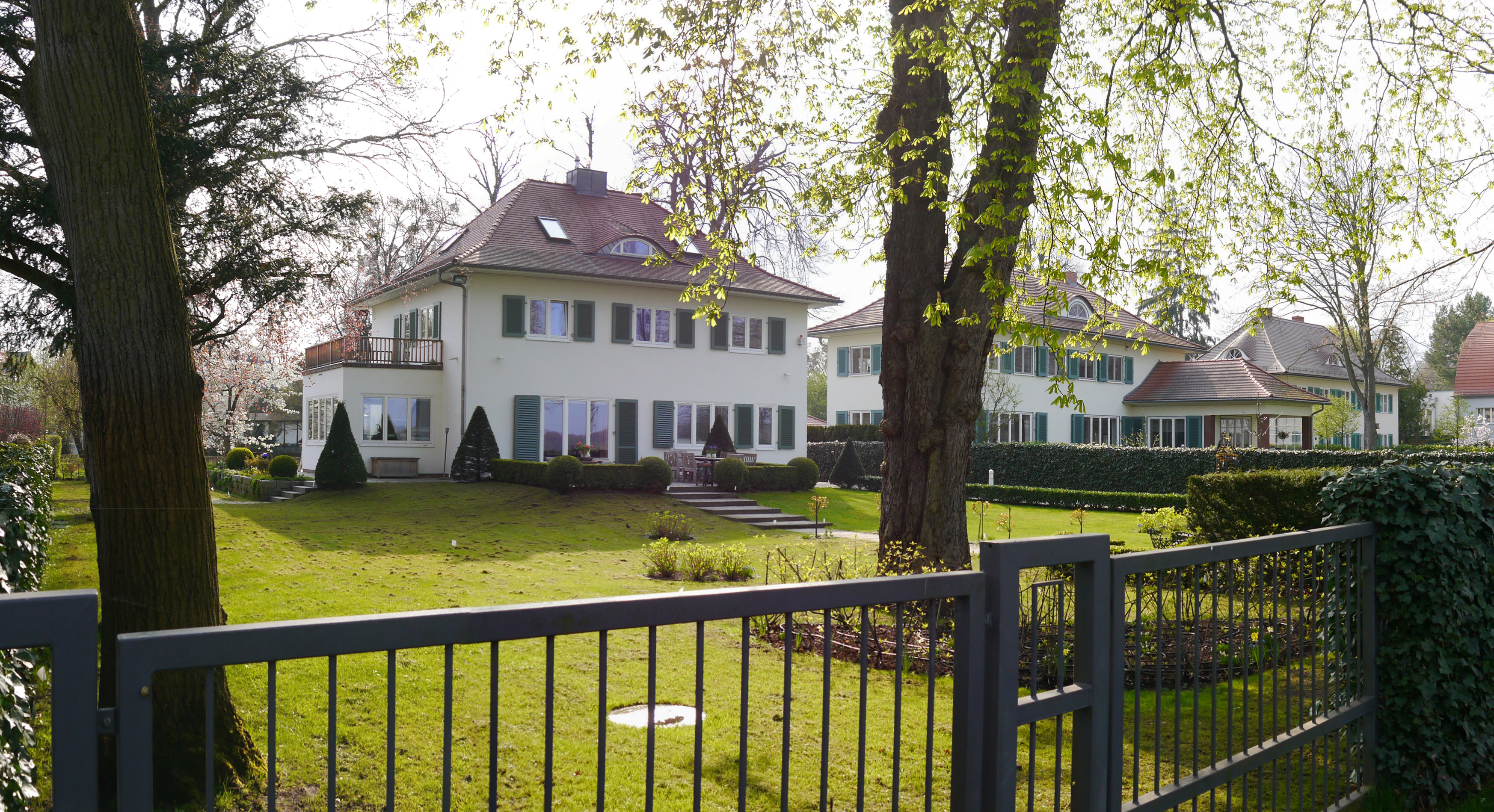
Landhausgruppe Schwanenallee 4, 5, 5a in Potsdam von Otto von Estorff

Otto entstammte der uradelige Familie von Estorff und war der Sohn des Premierlieutenants und späteren Generalmajors Carl Otto von Estorff (1865–1925) und dessen Ehefrau Marie Pagenstecher (1869–1951), Tochter der Helene Westermann und des Architekten Albrecht Pagenstecher. Estorff studierte von 1920 bis 1923 an der Technischen Hochschule Berlin. 1923 bis 1925 folgte dann eine Ausbildung im Baubüro der Reichsbank unter Heinrich Wolff und 1926 die Ernennung zum Regierungsbaumeister (Assessor in der öffentlichen Bauverwaltung). Zusammen mit seinem Studienfreund Gerhard Winkler gründete von Estorff 1927 in Potsdam eine Architekten-Sozietät, in der auch Ottos älterer Bruder Hans von Estorff (* 7. Juli 1895) mitarbeitete. Sie befassten sich vor allem mit dem Entwurf und der Realisierung von Wohnhäusern im Landhausstil. Das Büro Estorff und Winkler entwickelte sich zum meist beauftragten und erfolgreichsten Potsdamer Architekturbüro der 1930er Jahre und prägte seinerzeit den Landhausstil in Potsdam und Umgebung. Allein im Stadtgebiet von Potsdam existieren 56 von Estorff und Winkler realisierte und unter Denkmalschutz stehende Bauwerke.

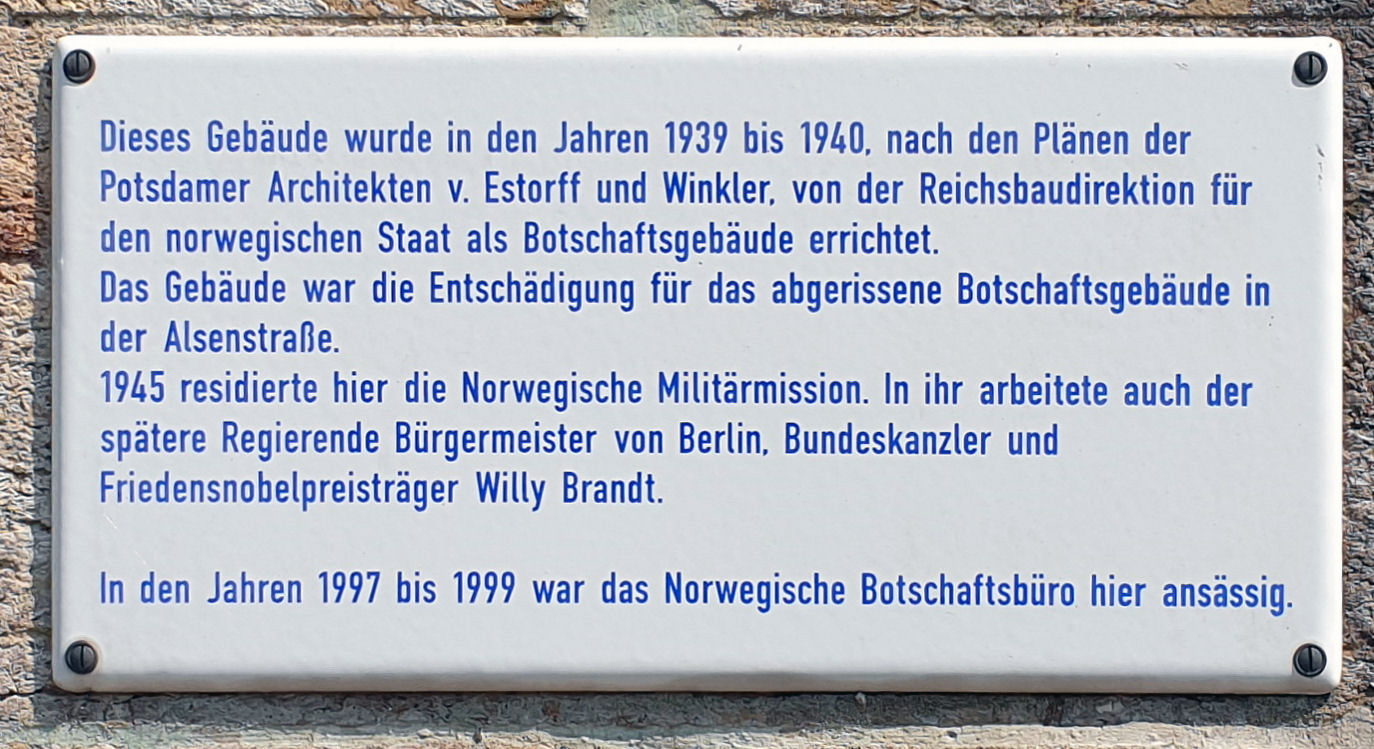
Gedenktafel Berlin-Tiergarten

Im Gegensatz zu den meisten Berliner Wohnhaus-Architekten war Estorff nicht Mitglied der NSDAP. Otto von Estorff war aber mit seiner gesamten Familie und der Familie seines Bruders Mitglied der gleichgeschalteten und rassistisch auf Regimekurs liegenden Deutschen Adelsgenossenschaft, hier der Landesabteilung Mark Brandenburg.

## Familie
Otto heiratete am 21. April 1927 in Menden-Hönnenwerth Hertha Schmöle (* 10. Januar 1900 in Menden), Tochter der Emmy Basse und des Industriellen Gustav Adolf Schmöle, GF der R & G Schmöle. Das Ehepaar Hertha und Otto von Estorff hatte folgende vier Söhne:
- Otto (1928–1963), Architekt, ⚭ 1955 Maria Danz (* 1930); Sohn Otto (* 1957)
- Eghard (* 1929), Dipl.-Ing, ⚭ 1959 Evelin Kretzschmer (* 1937)
- Helmuth (* 1931), Architekt, ⚭ 1964 Sigrid von Kummer (1932–2020)
- Wilhelm (* 1932), Architekt, ⚭ 1965 Monika von Byern-Borna (* 1941)

Sein ältester Bruder Albrecht von Estorff (1894–1973) wurde Schriftsteller und Komponist.